# 15118 Елізабетсірс
15118 Елізабетсірс (15118 Elizabethsears) — астероїд головного поясу, відкритий 28 лютого 2000 року.
Тіссеранів параметр щодо Юпітера — 3,529.